# Garlstedter Heide- und Moorlandschaft mit Heidhofer Teichen
Die Garlstedter Heide- und Moorlandschaft mit Heidhofer Teichen sind ein Naturschutzgebiet in den niedersächsischen Gemeinden Osterholz-Scharmbeck und Schwanewede im Landkreis Osterholz.

## Allgemeines
Das Naturschutzgebiet mit dem Kennzeichen NSG LÜ 136 ist circa 310 Hektar groß. Es umfasst das FFH-Gebiet „Garlstedter Moor und Heidhofer Teiche“. Das bisherige Naturschutzgebiet „Heidhofer Teiche“ ging im Naturschutzgebiet „Garlstedter Heide- und Moorlandschaft mit Heidhofer Teichen“ ebenso auf wie Teile des Landschaftsschutzgebiets „Schmidts Kiefern und Heidhof“ (teilweise auch „Schmidt’s Kiefern und Heidhof“ geschrieben). Das Naturschutzgebiet grenzt nach Westen und Süden an das Landschaftsschutzgebiet „Schmidts Kiefern und Heidhof“. Am Garlstedter Abzugsgraben grenzt es kleinflächig an das Naturschutzgebiet „Teichfledermausgewässer in der Gemeinde Schwanewede“. Das Gebiet steht seit dem 11. Februar 2021 unter Naturschutz. Zuständige untere Naturschutzbehörde ist der Landkreis Osterholz, die das Naturschutzgebiet unter dem Kennzeichen NSG OHZ 10 führt.

## Beschreibung
Das Naturschutzgebiet liegt nordwestlich von Osterholz-Scharmbeck in der Wesermünder Geest. Es stellt einen Teil der Garlstedter Heide, das westlich daran angrenzende Garlstedter Moor mit weiteren angrenzenden Flächen wie dem Schlachtenmoor sowie die Heidhofer Teiche unter Naturschutz. Die auf höheren Bereichen der Geest liegende Garlstedter Heide wird überwiegend von Sandheide geprägt, in die vielfach Gehölze eingestreut sind. In Senken sind Heide und Gehölze auf feuchten Standorten zu finden. Insbesondere im nördlichen Bereich sind auch Kiefern- und Eichenwälder ausgeprägt. Das tiefer gelegene Garlstedter Moor wird von Hoch- und Niedermoor geprägt, an das sich auf höheren Geestbereichen Grünländer und von Nadelhölzern dominierte Waldbestände anschließen. Im Garlstedter Moor sind zahlreiche Entwässerungsgräben zu finden, die das Gebiet zum Garlstedter Abzugsgraben entwässern. Garlstedter Heide und Garlstedter Moor liegen nahezu vollständig innerhalb des Truppenübungsplatzes Garlstedt der Logistikschule der Bundeswehr. Nach Westen sind weitere, außerhalb des Truppenübungsplatzes liegende Flächen in das Naturschutzgebiet einbezogen. Hierbei handelt es sich um Moorbrachen und Moorgrünland sowie Nadelholzbestände. Nach Süden schließen sich an das Garlstedter Moor die in einer vermoorten Senke liegenden, nicht mehr bewirtschafteten Heidhofer Teiche mit ihren Randflächen sowie die Niederung eines ihnen zulaufenden Bachs. Die teilweise verlandeten Teiche weisen wertvolle Moorvegetation auf.
Das Naturschutzgebiet ist Lebensraum einer artenreichen Flora und Fauna. Es beherbergt verschiedene Vogelarten, darunter Wespenbussard, Baumfalke, Kuckuck, Waldschnepfe, Ziegenmelker, Neuntöter, Heidelerche, Gartenrotschwanz, Krickente und Wasserralle und zahlreiche Fledermäuse wie Teichfledermaus, Große Bartfledermaus, Kleine Bartfledermaus, Wasserfledermaus, Breitflügelfledermaus, Zwergfledermaus, Rauhautfledermaus, Braunes Langohr, Großer Abendsegler und Fransenfledermaus. Amphibien und Reptilien sind unter anderem durch Kammmolch, Schlingnatter und Zauneidechse vertreten. Moore und Gewässer sind Lebensraum für die Libellen Große und Kleine Moosjungfer, Hochmoor- und Keilfleck-Mosaikjungfer, Speer-Azurjungfer, Mond-Azurjungfer und Früher Schilfjäger. Weiterhin bietet das Naturschutzgebiet Heuschrecken wie der Sumpfschrecke oder dem Wiesengrashüpfer und Schmetterlingen wie der Rostbinde einen geeigneten Lebensraum.
Im Gebiet siedeln unter anderem Besen- und Glockenheide, Echte Bärentraube, Braunes Schnabelried, Schmalblättriger Igelkolben, Torfmoos-Knabenkraut und Zartes Torfmoos.
Heide- und Moorbereiche müssen zur Erhaltung gepflegt werden. Hierfür werden die Heideflächen abgeplaggt und Gehölzbewuchs beseitigt. Auch die Moorbiotope werden zur Pflege und Erhaltung entkusselt. Zur Verbesserung der Moorlebensräume ist auch der Anstau von Entwässerungsgräben vorgesehen. Weiterhin ist zur Entwicklung naturnaher Waldbestände der Umbau naturferner Nadelholz- zu standortheimischen Laubholzbeständen vorgesehen.